# سایوز ام‌اس-۳
سایوز-ام‌اس-۳ (به روسی: Союз )(به معنای اتحاد) یک مأموریت سرنشین دار سازمان ملی فضانوردی روسیه به سمت ایستگاه فضایی بین‌المللی محسوب می‌شود.

همچنین فضاپیمای این مأموریت وظیفه ارسال و بازگرداندن تعدادی از فضانوردان گروه اعزامی ۵۰ و گروه اعزامی ۵۱ را نیز بر عهده داشت.

## خدمه مأموریت
| نام          | ملیت                | تعداد پرواز | نقش عملیاتی | تصویر |
| اولگ نویتسکی | روسیه               | ۲           | فرمانده     |       |
| توماس پسکی   | فرانسه              | ۱           | مهندس پرواز |       |
| پگی ویتسون   | ایالات متحده آمریکا | ۳           | مهندس پرواز |       |

## نگارخانه

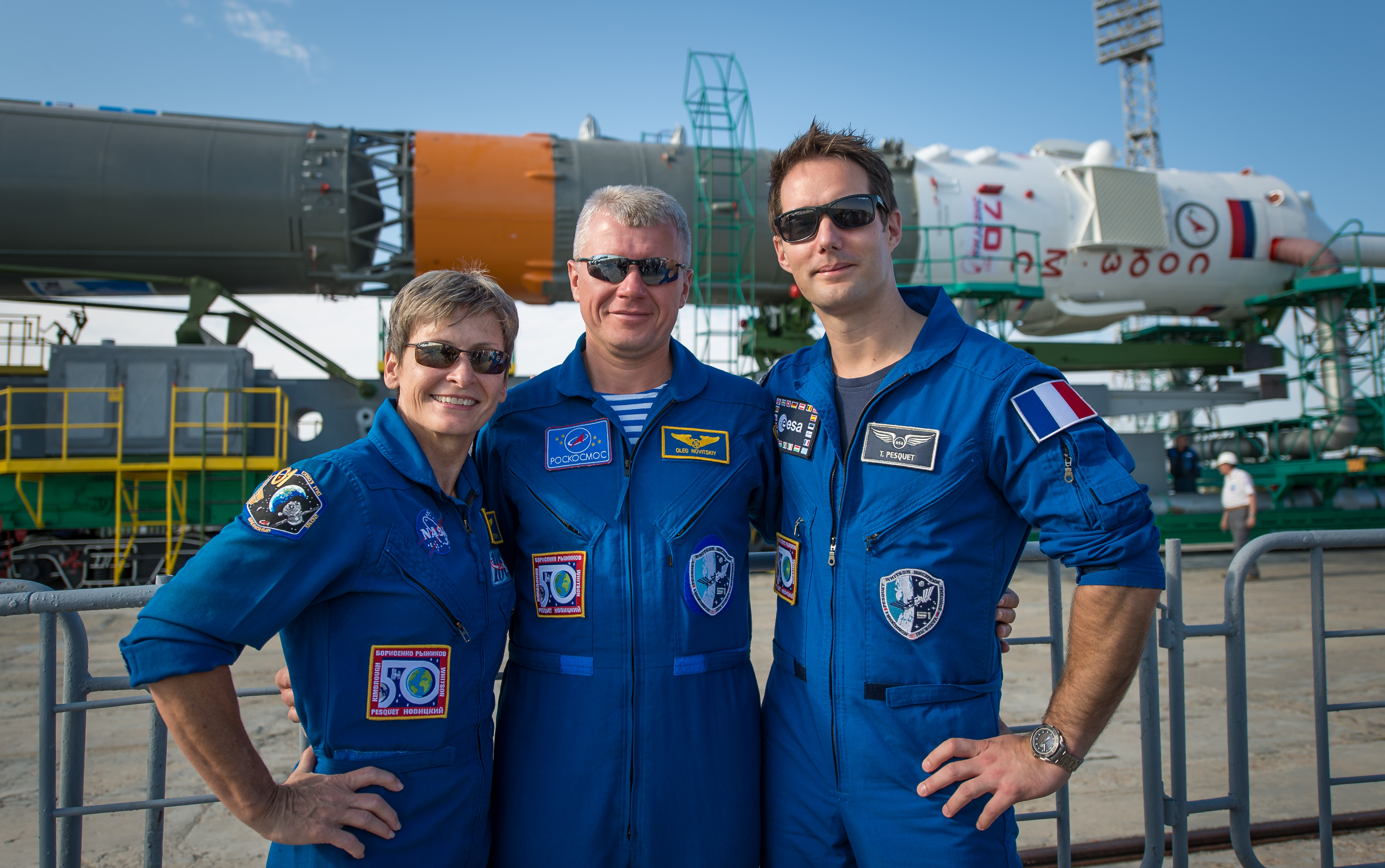
فضانوردان اصلی ام‌اس-۳
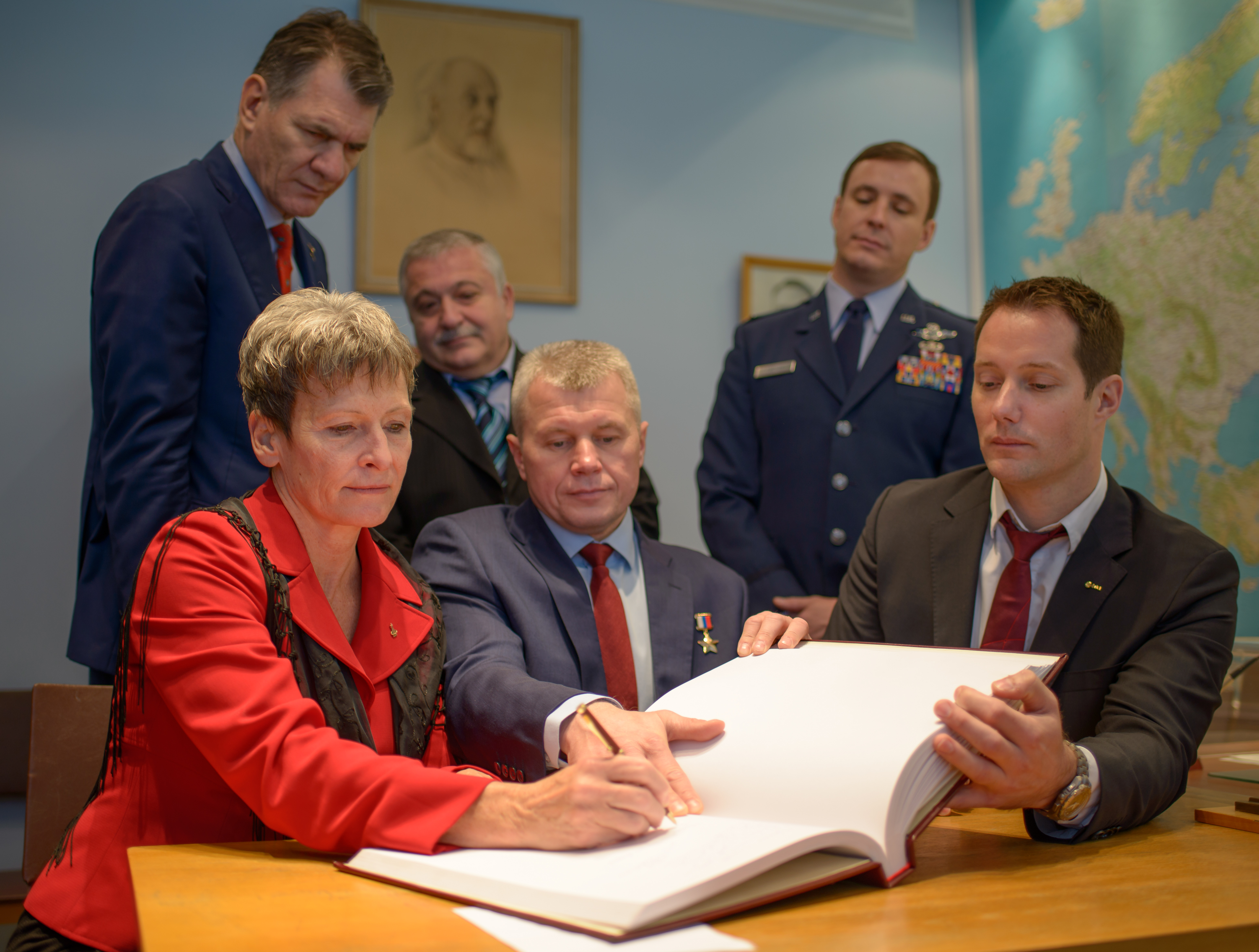
فضانوردان اصلی و پشتیبان ام‌اس-۳
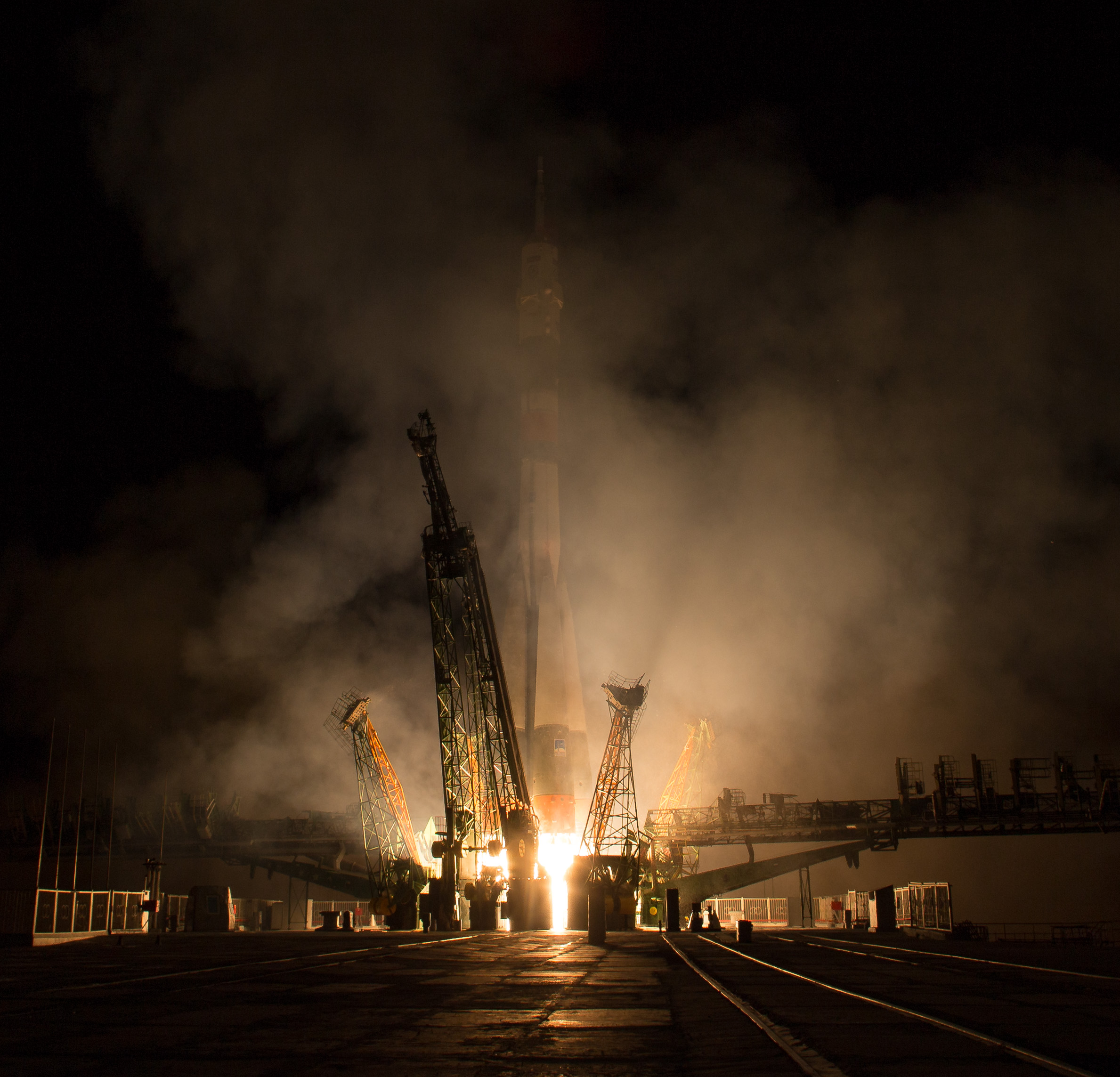
پرتاب ام‌اس-۳
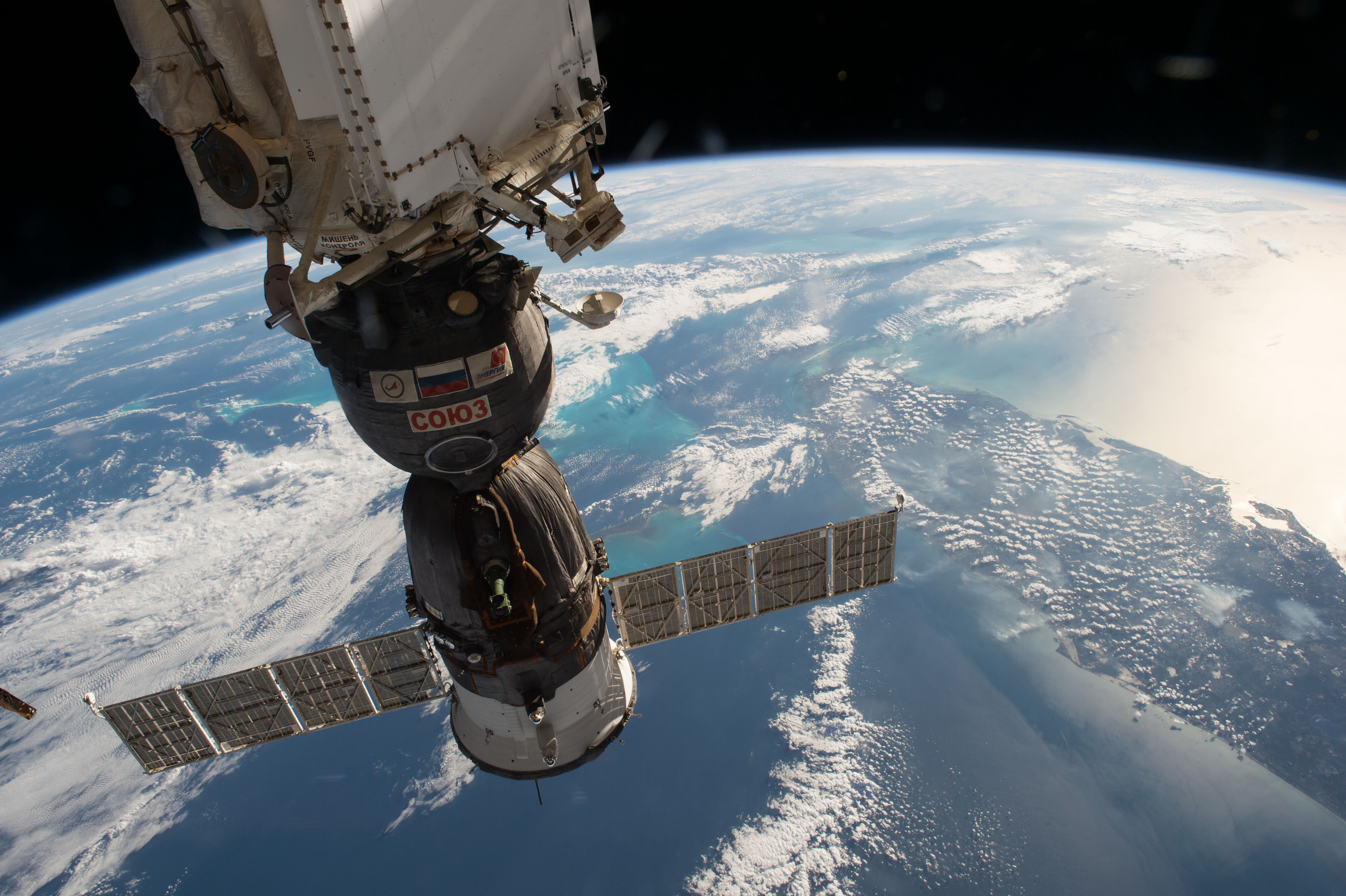
ام‌اس-۳ متصل به ایستگاه